# Welpertssiefen
Der Welpertssiefen oder Westerbach ist ein etwas über drei Kilometer langes Fließgewässer zwischen Welpertsiefen und Georghausen in der nordrhein-westfälischen Gemeinde Kürten und ein rechter Zufluss der Sülz.

## Geographie

### Verlauf
Der Welpertssiefen entspringt in der Flur Im Zecheseifen zwischen den Ortschaften Hähn und Welpertsiefen auf einer Höhe von 229 m ü. NHN und fließt dann durch das Naturschutzgebiet Kollen- und Westerbachtal. Kurz vor der Mündung in die Sülz wird ein Teil des Wassers abgezweigt, um einen Fischteich bei Georghausen zu bewässern. Der Rest fließt teilweise verrohrt nördlich von Georghausen in die aufnehmende Sülz im Bereich des Naturschutzgebietes Sülzbachaue.

### Einzugsgebiet
Das 3,53 km² große Einzugsgebiet liegt im Naturraum Sülzsenken und -rücken und zum größten Teil auf dem Gebiet der Gemeinde Kürten. Es wird über Sülz, Agger, Sieg und Rhein zur Nordsee entwässert.
Das Einzugsgebiet des Welpertssiefen grenzt
- im Westen an die Einzugsgebiete von Ölsiefen und Alemigssiefen
- im Norden an die von Miebach, Elssiefen und Kürtener Sülz,
- im Osten an die von Kürtener Sülz und Sülz,
- ansonsten an das Einzugsgebiet der aufnehmenden Sülz.

In der Aue des Bachs dominiert Waldgelände und landwirtschaftlich genutzte Flächen.

### Zuflüsse
Dem Welpertssiefen fließen zu:
- namenloses Gewässer, rechtsseitig, 890 m lang, GKZ 27288522
- Kollenbach, linksseitig, 1,5 km lang, GKZ 27288524

## Naturschutzgebiete
- Naturschutzgebiet Sülztalaue